# ده‌نو فاطمه‌برات
ده‌نو فاطمه برات، روستایی است از توابع بخش مرکزی شهرستان طبس استان خراسان جنوبی ایران.

## جمعیت
این روستا در دهستان گلشن قرار داشته و بر اساس سرشماری سال ۱۳۸۵ جمعیت آن ۹۰ نفر (۲۴ خانوار) بوده‌است.